# Silnice I/13 (Slovensko)
Silnice I. třídy č. 13 (také jako I/13) se na Slovensku nachází v okrese Dunajská Streda. Její celková délka je 11,470 km a vznikla překategorizováním původní silnice II. třídy č. 586. Je součástí evropské mezinárodní trasy E575.

## Průběh
Cesta začíná na západním okraji města Veľký Meder, kde odbočuje ze silnice I/63. Odtud směřuje na jihozápad, vede přes most přes Ižopský kanál, prochází okrajem městské části Ižop, mostem překonává nejprve Čiližský potok, následně Hanský kanál a pokračuje okrajem obce Čiližská Radvaň. Dále překonává po mostě kanály Milinovic-Vrbina a Ňárad-Vrbina, křižuje silnici III. třídy do obcí Medveďov a Baloň a ze západu obchází obec Medveďov, přičemž nadjezdem mimoúrovňově křižuje cestu II/506. Vzápětí mostem překonává vedlejší rameno řeky Dunaje a následně druhým mostem i hlavní koryto řeky a dále pokračuje na území Maďarska, kde je označena jako státní silnice 14 a směřuje do Győru.